# Elektrisk generator
 For alternative betydninger, se Generator.
Denne artikel er om den elektrodynamiske generator. For elektrostatiske generatorer som fx Van de Graaff-generatorer, se elektrostatisk generator.
En elektrisk generator eller dynamo (af græsk dynamis, "kraft") er en maskine, hvormed bevægelsesenergi omdannes til elektrisk energi i form af jævn- eller vekselstrøm. Dette foregår ved hjælp af induktion: En elektrisk leder møder et magnetfelt, hvorved der induceres en strøm. Langt størstedelen af den elektricitet, der skabes af mennesker, produceres ved hjælp af generatorer drevet af turbiner i kraftværker (f.eks. kul-, gas-, atom-, vind- og vandkraftværker), men elektricitet kan også produceres på andre måder (f.eks. med solceller).
Den første brugbare generator blev konstrueret 1867 i Tyskland, ved konstruktionen udnyttedes H.C. Ørsteds opdagelse af elektromagnetismen.
Størrelsen, effekten og udformningen af en sådan maskine spænder meget vidt fra en lille cykellygtedynamo over transportable enheder på trailere til enorme generatorer på kraftværker.
De fleste mindre elektromotorer kan også benyttes som generatorer.

## Brug i biler
I en bil trækkes generatoren af ventilatorremmen og har som opgave at holde bilens batteri opladet. Frem til midten af 1960'erne var jævnstrømsdynamoen den hyppigst benyttede "generator" i personbiler. Fra midten af 1960'erne blev vekselstrømsgeneratoren mere almindelig, og er nu den dominerende type. Den har flere fordele; eftersom den ikke har nogen kommutator slides børsterne ikke lige så hurtigt som på en jævnstrømsdynamoen. Desuden kan den frembringe tilstrækkelig opladningsspænding allerede ved bilmotorens tomgangsomdrejningstal. Vekselstrømsgeneratoren er forsynet med ensretter, eftersom bilbatteriet skal oplades med jævnstrøm.